# Teresa Stich-Randall
Teresa Stich-Randall (New Hartford, 24 december 1927 – Wenen, 17 juli 2007) was een Amerikaanse sopraan.

## Vroege leven en opleiding
Ze werd geboren in New Hartford in de staat Connecticut. Eerst ging ze een tijdje naar de Gilbert School in Winsted en daarna naar de Hartt School of Music in Hartford. Toen ze 15 was, verliet ze New Hartford als de jongste student aan de Columbia School of Music Haar debuut vond plaats in 1947 in de opera Mother of Us All waarin ze de rol van Gertrude Stein speelde.
Eind jaren 40 werd ze ontdekt door Arturo Toscanini, die haar engageerde voor een reeks optredens met zijn NBC Symphony Orchestra in New York. Toscanini beschreef haar in die tijd als "de vondst van de eeuw."

## Verdere carrière
Stich-Randall reisde met een Fulbright Scholarship-beurs door Europa waar ze naam maakte als zangeres. Haar Europees debuut vierde ze in Florence. Het jaar daarop won ze een competitie in Lausanne. Dit leidde tot optredens in de Opera van Bazel in Zwitserland. Tijdens haar verblijf in Europa leerde ze voor haar rollen Duits, Frans en Italiaans spreken. Ze kon zingen in vijf verschillende talen. Vanaf 1955 was zij een vertrouwde gast op het zomerfestival van Aix-en-Provence in Frankrijk. In 1962 kreeg ze de titel Kammersangerin uitgereikt van de Oostenrijkse overheid. Stich-Randall maakte in 1955 haar debuut in de Chicago Lyric Opera als "Gilda" in Rigoletto. Ze zong in 1961 voor de eerste keer in de Metropolitan Opera in New York in Cosi Fan Tutte en bleef tot in 1966 als zangeres aan deze opera verbonden. Stich-Randall kwam ook voor op een aantal opmerkelijke opnames zoals Falstaff, Der Rosenkavalier en Orfeo.
in 1980 was haar carrière zo goed als beëindigd en ze stierf zonder een testament na te laten in Wenen op 79-jarige leeftijd.